# در مصاف با دنیا (آلبوم منووار)
«در مصاف با دنیا» آلبومی از منووار است که در سال ۱۹۸۷ میلادی منتشر شد.